# Copa Asiática de Voleibol Feminino
A Copa Asiática de Voleibol Feminino é um torneio realizado a cada dois anos pela Confederação Asiática de Voleibol reunindo países de todo continente asiático, mais os que pertencem à Oceania. Sua primeira edição ocorreu em 2008 na Tailândia. A China é a atual e maior campeã da competição.

## Quadro de medalhas
| Ordem | País          | Medalha de ouro | Medalha de prata | Medalha de bronze | Total |
| ----- | ------------- | --------------- | ---------------- | ----------------- | ----- |
| 1     | China         | 5               | 1                | 0                 | 1     |
| 2     | Tailândia     | 1               | 1                | 3                 | 5     |
| 3     | Coreia do Sul | 0               | 2                | 1                 | 3     |
| 4     | Cazaquistão   | 0               | 1                | 2                 | 3     |
| 5     | Japão         | 0               | 1                | 0                 | 1     |

## MVP por edição
- 2008 -  Wei Qiuyue
- 2010 -  Wang Yimei
- 2012 -  Onuma Sittirak
- 2014 -  Yan Ni
- 2016 -  Li Jing
- 2018 -  Liu Yanhan